# Даблин (Калифорнија)
Даблин (енгл. Dublin) град је у америчкој савезној држави Калифорнија. По попису становништва из 2010. у њему је живело 46.036 становника.

## Демографија
Према попису становништва из 2010. у граду је живело 46.036 становника, што је 16.063 (53,6%) становника више него 2000. године.
| Група             | 2000.          | 2010.          |
| Белци             | 18.669 (62,3%) | 20.380 (44,3%) |
| Афроамериканци    | 3.024 (10,1%)  | 4.347 (9,4%)   |
| Азијати           | 3.101 (10,3%)  | 12.321 (26,8%) |
| Хиспаноамериканци | 4.059 (13,5%)  | 6.663 (14,5%)  |
| Укупно            | 29.973         | 46.036         |